# Sea Star
Die Sea Star war ein südkoreanischer Öltanker.

## Havarie
Auf dem Weg vom saudi-arabischen Ra's Tanura nach Rio de Janeiro kollidierte das Schiff am 19. Dezember 1972 im Golf von Oman mit dem Tanker Horta Barbosa; beide Schiffe gerieten in Brand. Auf der Sea Star kamen insgesamt zwölf Besatzungsmitglieder ums Leben. Die Sea Star brannte nach der Kollision weitere fünf Tage und sank nach einer Serie von Explosionen. Etwa 115.000 Tonnen Rohöl wurden freigesetzt.